# Сборная Эстонии по регби
Сборная Эстонии по регби представляет Эстонию в международных матчах по регби-15 высшего уровня. Команда управляется Эстонским регбийным союзом, и в сезоне 2012/14 выступает в последнем, третьем дивизионе Кубка европейских наций. Национальная федерация не является членом IRB, поэтому сборная не представлена в мировом рейтинге команд. Эстонцы выступают на стадионе «Виимси».

## История
Объединённая команда Эстонии и Латвии сыграла в конце 1990-х со сборной Швеции. Тем не менее, полноценный старт эстонского международного регби был дан только в 2009—2010 годах. Первая неофициальная игра команды завершилась разгромным поражением (7:94) от английского клуба «Торнбридж Джаддианс». Во второй игре эстонцы встретились с английской сборной глухих, и уступили уже не так крупно (21:27).
9 июня 2012 года команда встретилась с валлийской сборной глухих. Матч в Таллине вновь принёс соперникам прибалтов нескромную победу (93:3).

## Текущий состав
| - Таави Эрмел - Лаури Лаанисте - Харлес Тийтсмаа - Мярт Кыргесаар - Райн Кург - Кармо Ломп - Марк Зухховитский - Эрик Оунапуу - Янек Ярве | - Сергей Тимосков - Куллар Веерсалу - Алан Аскилеискири - Тайо Коткас - Танел Акылов - Меелис Каламеес - Петрик Мыттус - Ало Леек - Алекс Янов | - Леван Горелашвили - Тиммо Потивар - Райнер Коппел - Хейки Пант - Денис Булай - Карл Паллас - Маати Паллас - Луке Веебел |

## Результаты
| Соперник   | Матчи | Победы | Поражения | Ничьи | Процент побед |
| ---------- | ----- | ------ | --------- | ----- | ------------- |
| Беларусь   | 1     | 1      | 0         | 0     | 100 %         |
| Финляндия  | 2     | 0      | 2         | 0     | 0 %           |
| Черногория | 2     | 1      | 1         | 0     | 50 %          |
| Словакия   | 1     | 1      | 0         | 0     | 100 %         |
| Турция     | 1     | 0      | 1         | 0     | 0 %           |
| Итого      | 7     | 3      | 4         | 0     | 42,86 %       |